# Риера, Альберт
Альбе́рт Рие́ра Орте́га (исп. Albert Riera Ortega; род. 15 апреля 1982[…], Манакор, Балеарские Острова) — испанский футболист и футбольный тренер. Выступал на позициях крайнего полузащитника и защитника, играл за сборную Испании. С 2024 года — главный тренер словенского клуба «Целе».

## Карьера

### Клубная

#### Начало карьеры
Альберт Риера начал профессиональную карьеру в «Мальорке» и выиграл с этим клубом Кубок Испании в 2003 году. К этому времени он уже был бесспорным игроком основного состава. За три года в первой команде клуба Риера 46 раз выходил на поле в матчах чемпионата и отличился в них шестью забитыми мячами, выступая на левом фланге.
Летом 2003 года Альберт перешёл в «Бордо» и в течение двух сезонов в этой французской команде провёл свыше 50 игр в лиге, забив в них четыре мяча.

#### «Эспаньол» и «Манчестер Сити»
Риера вернулся в Испанию в 2005 году и присоединился к барселонскому «Эспаньолу». В свой первый сезон в этой команде он сыграл за неё лишь восемь матчей в лиге, а в январе 2006 года перешёл на правах аренды в «Манчестер Сити», однако и там Альберт не сумел пробиться в основу, и сезон 2006/07 Риера снова начинал в «Эспаньоле».
В течение этого успешного для клуба сезона, в котором «Эспаньол» лишь в серии пенальти уступил Кубок УЕФА «Севилье», Риера продемонстрировал, что является техничным и умным игроком. Он хорошо играл по ходу всего сезона, отличился голом с игры в финале Кубка УЕФА и стал одним из любимцев болельщиков.
Однако провал клуба в чемпионате Испании 2007/2008 после ряда неудачных матчей в последней трети кампании вызвал резкую критику игроков со стороны болельщиков. В мае 2008 года появились сообщения о том, что Риерой интересуется «Ливерпуль». Сам игрок в интервью признавался, что он очень заинтересован в том, чтобы сменить клуб, особенно, если его новой командой станет «Ливерпуль», так как он не хотел играть за команду, болельщики которой «не любят собственных игроков».

#### «Ливерпуль»

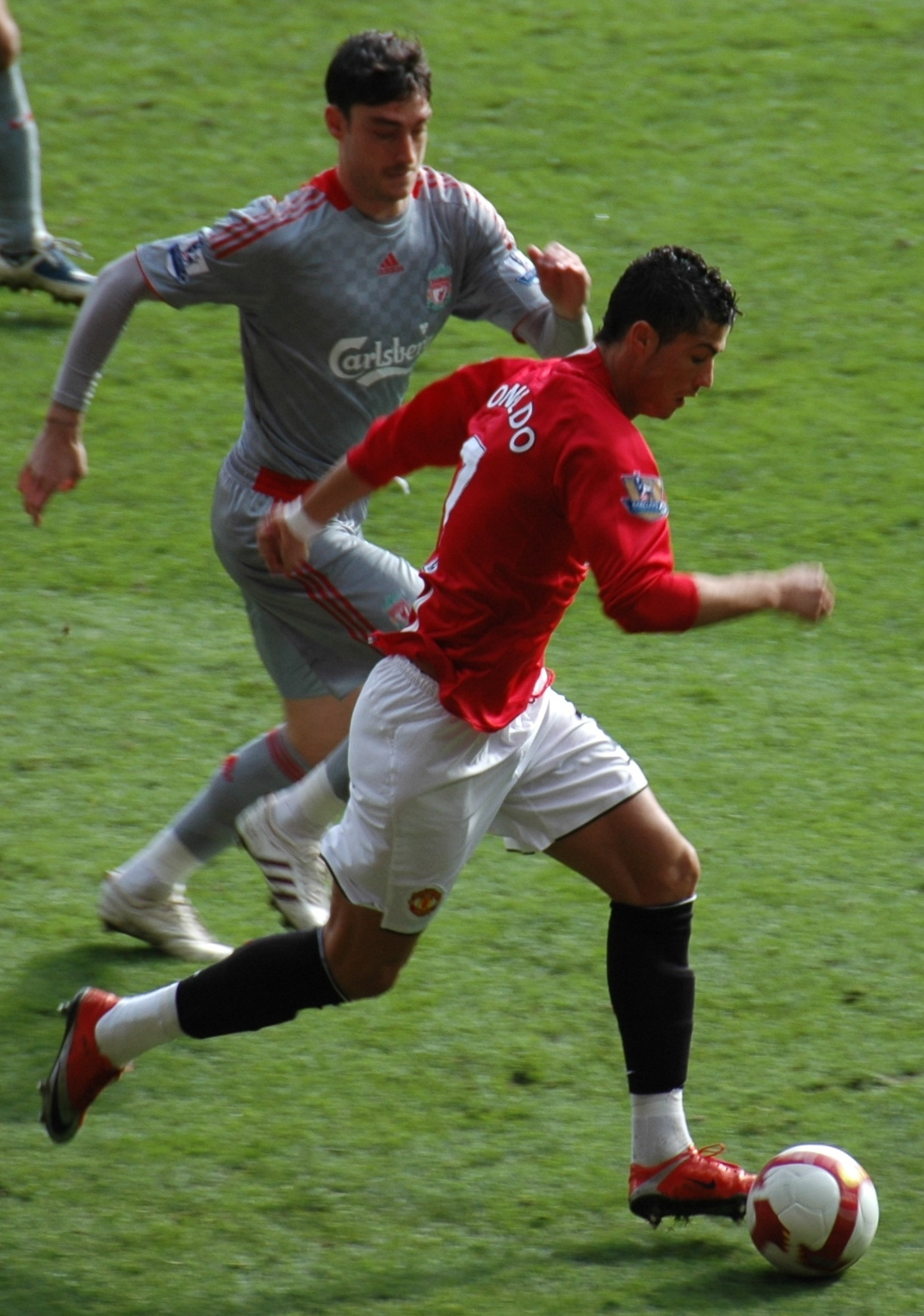
Риера (слева) против Криштиану Роналду (март 2009 года)

В течение всего лета слухи о том, что Альберт перейдёт к «красным», то утихали, то возникали вновь в зависимости от того, как менялась ситуация с переходом в «Ливерпуль» Гарета Бэрри, который оставался основной трансферной целью мерсисайдцев. В конце августа стало очевидно, что Бэрри летом в «Ливерпуль» не перейдёт, и в течение последней недели месяца были проведены все переговоры и улажены все формальности в отношении трансфера Риеры в «Ливерпуль». 1 сентября 2008 года, в последний день трансферного окна, Альберт подписал контракт и был представлен в качестве игрока английского клуба.
Он смог дебютировать в команде только 13 сентября, так как первые две недели его пребывания в команде совпали с перерывом на матчи сборных. Его первая игра за клуб пришлась на матч против принципиальных соперников «Ливерпуля» из «Манчестер Юнайтед» на «Энфилде». Несмотря на пропущенный в самом начале встречи гол, «красные» смогли отыграться, а затем и вырвать победу, впервые выиграв у этой команды в лиге за четыре года под руководством Рафаэля Бенитеса. Сам Риера уверенно провёл этот матч и помог своей команде сравнять счёт, вынудив ошибиться вратаря и защитника манкунианцев. После матча Альберт сказал, что победу команде принесло не столько его присутствие на поле, сколько уверенность в своих силах игроков «Ливерпуля».
В середине марта 2010 года Риера, переставший попадать в состав команды Бенитеса, дал большое интервью испанской радиостанции Marca, в котором обрушился с критикой на Рафаэля Бенитеса и сообщил о том, что готов перейти в один из российских клубов, лишь бы получить возможность регулярно играть и выступить на чемпионате мира в ЮАР.
За своё интервью Альберт подвергся резкой критике со стороны болельщиков и легенд «красных», в частности, Дитмара Хаманна, осудившего поступок Риеры. Несмотря на попытки Риеры оправдаться в интервью другой испанской радиостанции, где он сказал, что совсем не хочется ссориться с Бенитесом, но просто хочет играть, в отношении игрока последовали немедленные санкции — стало известно о том, что Риера отстранён от тренировок и оштрафован клубом.
Вскоре стали появляться сообщения о том, что вингер близок к переходу в московский ЦСКА. Также сообщалось, что им интересуется московский «Спартак» Однако ЦСКА несколько дней спустя опроверг эти слухи, приписав их футбольным агентам, которые пытаются повысить интерес к игроку. Ещё через день в английских СМИ была опубликована информация о том, что «Ливерпуль» отказал «Спартаку», который хотел взять Риеру в аренду до лета. Согласно тем же источникам, переговоры английского клуба со «Спартаком» на этом завершены не были, и «красные» намерены расстаться с игроком окончательно.
26 марта Рафаэль Бенитес официально подтвердил, что «Ливерпуль» ведёт переговоры по трансферу Риеры. Эта информация стала первым официальным подтверждением тому, что испанский вингер в ближайшее время может покинуть английский клуб. 7 апреля наставник «Спартака» Валерий Карпин подтвердил факт переговоров, но сказал, что московская команда отказалась от мысли выкупить контракт испанца из-за его чрезмерных финансовых требований. В мае 2010, когда стало известно, что Риера не попал в заявку сборной Испании на чемпионат мира 2010 года, разочарованный испанский вингер выступил с новым интервью, в котором сказал о том, что руководство клуба ничего не сделало для того, чтобы защитить его в конфликте с Бенитесом, а также сообщил, что рассчитывает как можно скорее сменить клуб, и теперь его не волнуют ни деньги, которые ему будут платить на новом месте работы, ни географическое положение нового клуба.

#### «Олимпиакос»
23 июля 2010 года Риера подписал 4-летний контракт с греческим «Олимпиакосом». Сумма трансфера составила 4 миллиона евро, что сделало Риеру одним из самых дорогостоящих трансферов в истории клуба. В Греции Альберт воссоединился с бывшим главным тренером «Эспаньола» Эрнесто Валверде.
Свой первый мяч забил в игре против «Керкиры», завершившейся со счётом 2:0. Всего за сезон провёл более 30 матчей и вместе с «Олимпиакосом» стал чемпионом страны.

#### «Галатасарай»
3 сентября 2011 года турецкий «Галатасарай» объявил о подписании 4-летнего контракта с Альбертом Риерой. Сумма трансфера составила 3 миллиона евро. Согласно заключённому контракту, Риера должен зарабатывать в стамбульском клубе 2,7 млн евро в год. Впервые забил 25 января 2012 года в матче с «Анкарагюджю» (завершился со счётом 4:0).
После перехода Нордина Амрабата в «Галатасарай» Фатих Терим передвинул Риеру на позицию левого защитника. Связано это, в первую очередь, было с отсутствием футболистов, способных сыграть на этом месте, за исключением склонного к травмам Хакана Балта. 28 января 2014 года расторг контракт с клубом.

#### «Уотфорд» и «Удинезе»
В трансферное окно Риера мог перейти в харьковский «Металлист», но сделка сорвалась из-за Евромайдана. 24 марта 2014 года подписал предварительный контракт с «Удинезе», выступавший в силу 1 июля. Тремя днями позже присоединился к «Уотфорду» до конца сезона.
Свой первый и единственный гол за англичан забил 19 апреля в домашнем матче против «Ипсвича». В игре с «Чарльтоном» получил две жёлтые карточки, а после матча был обвинен в неадекватном поведении Футбольной ассоциацией, получил двухматчевую дисквалификацию и отправился в «Удинезе», так как до конца чемпионата оставалась лишь одна игра.
29 ноября был уволен из итальянского клуба за участие в покерном турнире, которое он предпочёл игре против «Кьево».

### Международная
13 октября 2007 года в своём дебютном матче против датчан в рамках отборочного турнира к чемпионату Европы 2008 года он поразил ворота соперника из-за пределов штрафной площади. В заявку на финальный турнир включен не был.
Вновь был вызван в сборную в октябре 2008 года на матчи отборочного турнира к чемпионату мира 2010 года после того, как Диего Капель отказался играть из-за травмы. Провёл 11 минут во встрече со сборной Эстонии. В следующем году на последней минуте забил победный мяч в ворота команды Турции (2-1).
Висенте дель Боске включил Риеру в состав на Кубок Конфедераций 2009, и Альберт провёл четыре матча за команду, занявшую третье место. Впрочем, на чемпионат мира он не поехал.

## Тренерская карьера
В 2019 году Риера получил лицензию UEFA Pro. В августе 2020 года Альберт стал помощником главного тренера «Галатасарая» Фатиха Терима. В 2022 году также работал в турецком клубе — уже с Доменеком Торреном.
Летом 2022 года Риера возглавил словенскую «Олимпию» из Любляны. Недовольные увольнением предыдущего тренера ультрас клуба сорвали пресс-конференцию Альберта, однако он остался на своём посту и в первом же сезоне завоевал с клубом золотой дубль, выиграв чемпионат и кубок страны. При этом на церемонии награждения по случаю признания Риеры тренером года в Словакии Альберт объявил, что «Олимпия» не предложила ему новый контракт.
В июле 2023 года стал главным тренером словенского «Целе».

## Личная жизнь
30 мая 2009 года Альберт женился на россиянке Юлии Королёвой. Свадьба проходила в Омске. Для гостей выступал Валерий Меладзе, чей гастрольный график совпал со свадьбой футболиста. У пары трое детей: дочери Алехандра (род. 2008) и Валентина (род. 2013) и сын Иван (род. 2012).
Также у Риеры есть младший брат Сито, также футболист.

## Статистика
По состоянию на конец сезона 2015/16
| Клуб             | Сезон            | Лига | Лига | Кубок        | Кубок        | Кубок лиги | Кубок лиги | Европа | Европа | Всего | Всего |
| Клуб             | Сезон            | Игры | Голы | Игры         | Голы         | Игры       | Голы       | Игры   | Голы   | Игры  | Голы  |
| ---------------- | ---------------- | ---- | ---- | ------------ | ------------ | ---------- | ---------- | ------ | ------ | ----- | ----- |
| Бордо            | 2003/2004        | 32   | 2    | 2            | 0            | 0          | 0          | 10     | 5      | 44    | 7     |
| Бордо            | 2004/2005        | 21   | 2    | 2            | 0            | 0          | 0          | 0      | 0      | 23    | 2     |
| Бордо            | Всего за клуб    | 53   | 4    | 4            | 0            | 0          | 0          | 10     | 5      | 67    | 9     |
|                  |                  | Лига | Лига | Кубок        | Кубок        | Суперкубок | Суперкубок | Европа | Европа | Всего | Всего |
| Игры             | Голы             | Игры | Голы | Игры         | Голы         | Игры       | Голы       | Игры   | Голы   |       |       |
| Эспаньол         | 2005/2006        | 8    | 0    | 0            | 0            | -          | -          | 3      | 0      | 11    | 0     |
|                  |                  | Лига | Лига | Кубок        | Кубок        | Кубок лиги | Кубок лиги | Европа | Европа | Всего | Всего |
| Манчестер Сити   | 2005/2006        | 15   | 1    | 4            | 0            | 0          | 0          | 0      | 0      | 19    | 1     |
| Манчестер Сити   | Всего за клуб    | 15   | 1    | 4            | 0            | 0          | 0          | 0      | 0      | 19    | 1     |
|                  |                  | Лига | Лига | Кубок        | Кубок        | Суперкубок | Суперкубок | Европа | Европа | Всего | Всего |
| Эспаньол         | 2006/2007        | 28   | 4    | 1            | 0            | 2          | 0          | 13     | 4      | 44    | 8     |
| Эспаньол         | 2007/2008        | 36   | 4    | 3            | 0            | -          | -          | 0      | 0      | 39    | 4     |
| Эспаньол         | Всего за клуб    | 72   | 8    | 4            | 0            | 2          | 0          | 16     | 4      | 94    | 12    |
|                  |                  | Лига | Лига | Кубок Англии | Кубок Англии | Кубок лиги | Кубок лиги | Европа | Европа | Всего | Всего |
| Ливерпуль        | 2008/2009        | 28   | 3    | 3            | 1            | 0          | 0          | 8      | 1      | 39    | 5     |
| Ливерпуль        | 2009/2010        | 14   | 0    | 0            | 0            | 1          | 0          | 5      | 0      | 21    | 0     |
| Ливерпуль        | Всего за клуб    | 42   | 3    | 3            | 1            | 1          | 0          | 13     | 1      | 59    | 5     |
|                  |                  | Лига | Лига | Кубки        | Кубки        |            |            | Европа | Европа | Всего | Всего |
| Олимпиакос       | 2010/2011        | 26   | 6    | 2            | 0            | —          | —          | 0      | 0      | 28    | 6     |
| Олимпиакос       | Всего за клуб    | 26   | 6    | 2            | 0            | —          | —          | 0      | 0      | 28    | 6     |
|                  |                  | Лига | Лига | Кубки        | Кубки        |            |            | Европа | Европа | Всего | Всего |
| Галатасарай      | 2011/2012        | 30   | 1    | 2            | 0            | —          | —          | 0      | 0      | 31    | 1     |
| Галатасарай      | 2012/2013        | 25   | 2    | 0            | 0            | —          | —          | 9      | 0      | 31    | 2     |
| Галатасарай      | 2013/2014        | 4    | 0    | 4            | 1            | —          | —          | 5      | 0      | 13    | 1     |
| Галатасарай      | Всего за клуб    | 59   | 3    | 6            | 1            | —          | —          | 14     | 0      | 79    | 4     |
|                  |                  | Лига | Лига | Кубки        | Кубки        |            |            | Европа | Европа | Всего | Всего |
| Уотфорд          | 2013/2014        | 8    | 1    | 0            | 0            | —          | —          | 0      | 0      | 8     | 1     |
| Уотфорд          | Всего за клуб    | 8    | 1    | 0            | 0            | —          | —          | 0      | 0      | 8     | 1     |
| Удинезе          | 2014/2015        | 0    | 0    | 0            | 0            | —          | —          | 0      | 0      | 0     | 0     |
| Удинезе          | Всего за клуб    | 0    | 0    | 0            | 0            | —          | —          | 0      | 0      | 0     | 0     |
|                  |                  | Лига | Лига | Кубок        | Кубок        | Суперкубок | Суперкубок | Европа | Европа | Всего | Всего |
| Игры             | Голы             | Игры | Голы | Игры         | Голы         | Игры       | Голы       | Игры   | Голы   |       |       |
| Мальорка         | 2000/2001        | 3    | 1    | 0            | 0            | -          | -          | 0      | 0      | 3     | 1     |
| Мальорка         | 2001/2002        | 8    | 1    | 2            | 1            | -          | -          | 3      | 0      | 13    | 2     |
| Мальорка         | 2002/2003        | 35   | 4    | 5            | 0            | -          | -          | 0      | 0      | 40    | 4     |
| Мальорка         | 2014/2015        | 6    | 0    | 0            | 0            | —          | —          | 0      | 0      | 6     | 0     |
| Мальорка         | Всего за клуб    | 52   | 6    | 7            | 1            | 0          | 0          | 3      | 0      | 62    | 7     |
| Заврч            | 2015/2016        | 12   | 1    | 0            | 0            | —          | —          | 0      | 0      | 12    | 1     |
| Заврч            | Всего за клуб    | 12   | 1    | 0            | 0            | —          | —          | 0      | 0      | 12    | 1     |
| Копер            | 2015/2016        | 1    | 0    | 0            | 0            | —          | —          | 0      | 0      | 1     | 0     |
| Копер            | Всего за клуб    | 1    | 0    | 0            | 0            | —          | —          | 0      | 0      | 1     | 0     |
| Всего за карьеру | Всего за карьеру | 341  | 35   | 29           | 4            | 3          | 0          | 64     | 11     | 432   | 50    |

## Достижения
Мальорка
- Обладатель Кубка Испании: 2002/03

Эспаньол
- Финалист Кубка УЕФА: 2006/07

Галатасарай
- Чемпион Турции: 2011/12, 2012/13

Олимпиакос
- Чемпион Греции: 2010/11

Сборная Испании
- Бронзовый призёр Кубка конфедерации: 2009